# 康洛綺
康洛綺（Katrine Conroy，1957/1958年—），加拿大政治人物，2005年至2024年間以卑詩新民主黨黨員身份擔任卑詩省議會議員，先後代表西庫特尼—邦德里選區和庫特尼西選區，期間曾在省長賀謹和尹大衛內閣中出任數項廳長職務。

## 早年及個人生活
她父母為丹麥移民，一家於1962年到卑詩省內陸西庫特尼定居。她於1975年從的史丹利·堪富利士中學（Stanley Humphries Secondary School）畢業後曾在當地一間紙漿廠工作，後於塞爾扣克學院修讀學前教育，學成後在當地日托中心供職，曾任庫特尼哥倫比亞育兒協會行政總監。她於1997年返回塞爾扣克學院出任兼職講師。
她於1981年與康諾特（Ed Conroy）結婚；他曾於1991年至2001年間出任卑詩省議會羅斯蘭—特雷爾選區（Rossland-Trail）議員，2000年-01年間短暫任職卑詩省農業廳長，2020年去世。兩人共有四名子女，當中兩名子女來自康諾特的上一段感情。

## 從政
康洛綺於2005年省選中代表卑詩新民主黨競逐西庫特尼—邦德里選區（West Kootenay-Boundary）議席，並以7138票之差擊敗尋求連任的卑詩自由黨候選人桑托里（Sandy Santori），首度晉身卑詩省議會，並於同年6月獲任為在野新民主黨黨鞭。西庫特尼—邦德里選區改組成庫特尼西選區後，她於2009年省選在該選區以8054票之差連任省議員，再於2013年省選中在該選區連任。新民主黨在野期間，她曾任該黨的影子內閣評議員，覆蓋長者、內陸經濟發展和勞工等議題。
她因不滿新民主黨黨籍省議員辛普森（Bob Simpson）被黨魁詹嘉路逐出黨團，遂於2010年11月19日辭任黨鞭職務。
康洛綺於2017年省選連任省議員，而新民主黨則在卑詩綠黨支持下籌組少數政府。她獲新任省長賀謹委任入閣為省兒童及家庭發展廳長，同年7月18日宣誓就任。2020年省選新民主黨贏取多數政府，連任議員的康洛綺則改任林木、土地、天然資源運作及郊區發展廳長。她於2022年12月7日在新任省長尹大衛內閣中調任財政廳長。2024年5月她宣布不會在同年省選中競逐連任，同年10月省議員任期屆滿時卸任。

## 外部連結
- （英文）卑詩省議會網站 康洛綺議員簡介 （页面存档备份，存于）